# Ferapontovklooster

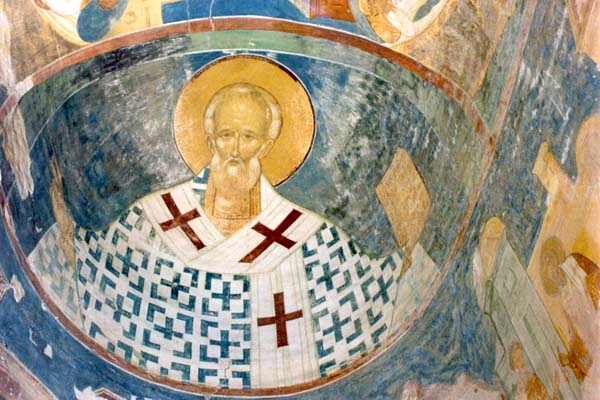
De heilige Nicolaas op een fresco van Dionisius in het Ferapontovklooster.

Het Ferapontovklooster (Russisch: Ферапонтов монастырь) is een Russisch-orthodox klooster gelegen in de oblast Vologda in Rusland. Het wordt gezien als een van de zuiverste voorbeelden van Russische middeleeuwse architectuur en iconenschilderkunst. Derhalve is het klooster in 2000 door UNESCO op de Werelderfgoedlijst geplaatst. Het klooster is bovenal bekend om zijn prachtige fresco's, die uitzonderlijk goed bewaard zijn gebleven.
Het klooster werd gesticht door de heilige Ferapont in 1398, ten westen van het Kirillo-Belozersky klooster (vernoemd naar zijn medemonnik, de heilige Kirill van Beloozero). Het klooster kreeg bekendheid door Kirills leerling, de heilige Martinian, die in 1447 archimandriet werd van de Troitse-Sergieva Lavra.
Na Martinians dood werd het klooster lange tijd beschermd door leden van de familie van Ivan III. Het oudste gebouw van het klooster, de Kathedraal van de Geboorte van de Maagd (1490), werd gebouwd met bakstenen door arbeiders uit Rostov Veliki. Deze kathedraal is de best bewaarde van drie zuster-kathedralen gebouwd rond dezelfde tijd. Het interieur van de kathedraal is voorzien van fresco’s van de beroemde middeleeuwse iconenschilder Dionisius.
In de jaren 30 van de 14e eeuw werd het klooster uitgebreid met een schatkamer, refectorium, en de unieke Annunciatiekerk. Rond dezelfde tijd genoot het klooster een bijzonder privileges, gegeven door Ivan IV van Rusland, en bezat het ongeveer 60 dorpen in de omgeving. De tsaar bezocht zelf regelmatig het klooster als pelgrim.
In de Tijd der Troebelen werd het klooster geplunderd door de Polen. Tijdens de herstelwerkzaamheden werden de laatste gebouwen - de tentvormige kerk van de heilige Martinian (1641), een barbacane kerk (1650) en een klokkentoren (1680) - toegevoegd aan het complex. De klokken in deze toren zouden de oudste zijn van Rusland.
Toen het klooster langzaam zijn religieuze betekenis verloor, werd het veranderd in een verbanningsoord voor geestelijken, zoals Nikon van Moskou. In 1798 werd het klooster gesloten door Paul I van Rusland, maar het bleef wel behouden. In 1904 werd het klooster heropend, maar 20 jaar later alweer gesloten door de bolsjewieken. In 1975 werd het klooster een museum.
Sinds 1989 zijn er, met de zegen van patriarch Aleksi II, pogingen ondernomen om het kloosterleven te herstellen, maar het Ministerie van Cultuur van de Russische Federatie verzet zich tegen dit initiatief, omdat men vreest voor het behoud van de fresco's en van het museum.